# Smallpdf.com
Smallpdf ist ein Schweizer Onlinedienst für PDF-Software, der 2013 gegründet wurde. Die Plattform bietet eine kostenlose Version mit eingeschränkten Funktionen, um PDF-Dokumente zu komprimieren, zu konvertieren und zu bearbeiten. Die kostenpflichtige Version bietet erweiterte Funktionen wie OCR und zusätzliche Bearbeitungsoptionen.

## Geschichte
Smallpdf wurde 2013 von Mathis Büchi, Lino Teuteberg und Manuel Stofer während ihres Aufenthalts in Korea gegründet. Die Idee entstand aus dem Bedarf ihrer Familien, große Dokumente per E-Mail zu komprimieren und zu versenden.
Die erste Version der Website enthielt ein eigenständiges Tool zur PDF-Komprimierung. In den darauffolgenden Jahren hat die Plattform mehr als 16 PDF-Werkzeuge zur Konvertierung, Komprimierung und Bearbeitung von PDF-Dokumenten eingeführt. Ab 2019 nutzen etwa 25 Millionen einzigartige Nutzer Smallpdf jeden Monat.
Im November 2018 wurde bekannt gegeben, dass Smallpdf in die 'Dropbox Extensions' integriert werden sollte, um Dropbox-Nutzern PDF-Bearbeitungsfunktionen anzubieten.

### Technologiepartner
Smallpdf arbeitet mit Solid Documents zusammen, einem Anbieter von PDF-zu-Office-Bibliotheken, um hochwertige Konvertierungen zu gewährleisten, sowie mit PDF-Tools. Solid Documents ist ein in Neuseeland ansässiges Unternehmen, das Desktop-PDF-Lösungen anbietet.